# Broch de Clickimin
Le broch de Clickimin est un broch près de la ville de Lerwick dans l'archipel des Shetland en Écosse. Le broch était initialement construit sur une île du loch de Clickimin, avant que celui-ci ne s'envase et soit partiellement drainé. Le site est géré par l'agence Historic Scotland.